# Lösgesmühle
Die Lösgesmühle, auch Lüsgesmühle, war eine Wassermühle bei Füssenich, einem Stadtteil von Zülpich im nordrhein-westfälischen Kreis Euskirchen.
Die Mahlmühle stand direkt am Neffelbach, in der Nähe des durch Braunkohleabbau entstandenen Naturschutzsees Füssenich.
Im Jahre 1808 wurde die Getreidemühle erstmals erwähnt, als Besitzer ein Jacob Mahlberg aus Füssenich genannt. Nachfolger waren Wilhelm Mahlberg und zuletzt (1957) der Forstmeister Damian Frohn aus Bonn.
Die Mühle hatte zwei Mahlgänge im Wechselwerk mit einem oberschlächtigen Wasserrad. Zusätzlich wurde 1957 das Mahlwerk schon elektrisch betrieben.
Die Vierseithofanlage aus Herrenhaus mit Mühlenhaus, Stallungen und Scheune wurde am 6. Juli 1982 unter Nummer 24 in die Liste der Baudenkmäler in Zülpich eingetragen.